# Космополитическая демократия
Космополитическая демократия — это политическая теория, исследующая применение ценностей демократии в транснациональном и глобальном уровне. Согласно этой теории, для человечества не только возможно, но и необходимо глобальное управление. К сторонникам теории космополитической демократии относят Иммануила Канта, Дэвида Хелда, Даниэле Аркибуджи, Ричарда Фалька и Мэри Калдор.  В модели космополитической демократии решения принимаются только заинтересованными субъектами, что позволяет избегать единой иерархической структуры управления. В зависимости от характера рассматриваемых вопросов, демократические практики должны быть переосмыслены с учётом воли заинтересованных сторон. Это может быть реализовано посредством моделей прямой, либо представительной демократии — непосредственным политическим участием, либо при помощи избранных представителей соответственно.  Модель, поддерживаемая космополитическими демократами, носит конфедеративный и децентрализованный характер — глобальное управление без мирового правительства — в отличие от иных моделей глобального управления, поддерживаемых классиками мирового федерализма, такими как Альберт Эйнштейн.

## Происхождение и развитие
Победа стран либерального Запада в холодной войне вселила надежду на то, что международные отношения могут руководствоваться идеалами либеральной демократии и верховенства права. В начале 1990-х годов группа теоретиков разработала политический проект космополитической демократии с целью представления весомых аргументов в пользу расширения демократии как в рамках государств, так и на глобальном уровне. Если в плане демократизации отдельных государств были достигнуты значительные успехи, то в деле демократизации глобальной системы в целом пока удалось гораздо меньше.
В разных формах необходимость расширения сферы применения механизмов демократии за пределы национальных государств поддерживали политический философ Юрген Хабермас и социолог Ульрих Бек.
Критика космополитической демократии исходит из позиций реализма, марксизма, коммунитаризма и мультикультурализма. Теоретик демократии Роберт Даль выразил сомнение в возможности расширения демократии в рамках международных объединений в сколько-нибудь значительной степени, поскольку, по его мнению, с увеличением масштабов происходит снижение уровня демократии. Противники подхода Даля указывают на тот факт, что более крупные страны не обязательно менее демократичны.

## Политическая программа
Идея космополитической демократии получила распространение в связи с назревшей необходимостью реформирования международных организаций (в частности, реформы ООН и её Совета Безопасности). Сюда относится уже учреждённый институт Международного уголовного суда, а также предлагаемые институты, такие как избираемый прямым голосованием Всемирный парламент (по аналогии с подобным органом в Европейском союзе) или же Всемирная ассамблея правительств, и в целом более масштабная демократизация международных организаций. Сторонники космополитической демократии скептически относятся к эффективности военных интервенций, даже если они явно мотивированы гуманитарными намерениями. Вместо этого предлагается использовать публичную дипломатию и контроль над вооружениями.